# Phaedyma columena
Phaedyma columena är en fjärilsart som beskrevs av Jacob Hübner 1816. Phaedyma columena ingår i släktet Phaedyma och familjen praktfjärilar. Inga underarter finns listade i Catalogue of Life.